# Villecerf
Villecerf és un municipi francès, situat al departament de Sena i Marne i a la regió de Illa de França. L'any 2007 tenia 809 habitants.
Forma part del cantó de Montereau-Fault-Yonne, del districte de Fontainebleau i de la Comunitat de comunes Moret Seine et Loing.

## Demografia

### Població
El 2007 la població de fet de Villecerf era de 809 persones. Hi havia 290 famílies, de les quals 56 eren unipersonals (32 homes vivint sols i 24 dones vivint soles), 97 parelles sense fills, 121 parelles amb fills i 16 famílies monoparentals amb fills.
La població ha evolucionat segons el següent gràfic:
Habitants censats

### Habitatges
El 2007 hi havia 339 habitatges, 300 eren l'habitatge principal de la família, 28 eren segones residències i 10 estaven desocupats. 332 eren cases i 6 eren apartaments. Dels 300 habitatges principals, 273 estaven ocupats pels seus propietaris, 22 estaven llogats i ocupats pels llogaters i 5 estaven cedits a títol gratuït; 9 tenien dues cambres, 27 en tenien tres, 61 en tenien quatre i 203 en tenien cinc o més. 249 habitatges disposaven pel capbaix d'una plaça de pàrquing. A 98 habitatges hi havia un automòbil i a 186 n'hi havia dos o més.

### Piràmide de població
La piràmide de població per edats i sexe el 2009 era:
| Homes | Edats   | Dones |
| ----- | ------- | ----- |
| 4     | 95 o +  | 0     |
| 0     | 90 a 94 | 4     |
| 0     | 85 a 89 | 0     |
| 4     | 80 a 84 | 0     |
| 20    | 75 a 79 | 24    |
| 12    | 70 a 74 | 12    |
| 20    | 65 a 69 | 16    |
| 12    | 60 a 64 | 8     |
| 20    | 55 a 59 | 28    |
| 36    | 50 a 54 | 52    |
| 40    | 45 a 49 | 24    |
| 36    | 40 a 44 | 24    |
| 8     | 35 a 39 | 28    |
| 32    | 30 a 34 | 28    |
| 12    | 25 a 29 | 8     |
| 16    | 20 a 24 | 12    |
| 28    | 15 a 19 | 64    |
| 36    | 10 a 14 | 28    |
| 8     | 5 a 9   | 24    |
| 20    | 0 a 4   | 20    |

## Economia
El 2007 la població en edat de treballar era de 574 persones, 391 eren actives i 183 eren inactives. De les 391 persones actives 377 estaven ocupades (193 homes i 184 dones) i 14 estaven aturades (8 homes i 6 dones). De les 183 persones inactives 56 estaven jubilades, 76 estaven estudiant i 51 estaven classificades com a «altres inactius».

### Ingressos
El 2009 a Villecerf hi havia 283 unitats fiscals que integraven 751 persones, la mediana anual d'ingressos fiscals per persona era de 23.921 €.

### Activitats econòmiques
Dels 28 establiments que hi havia el 2007, 2 eren d'empreses de fabricació d'altres productes industrials, 6 d'empreses de construcció, 3 d'empreses de comerç i reparació d'automòbils, 2 d'empreses de transport, 2 d'empreses d'hostatgeria i restauració, 1 d'una empresa d'informació i comunicació, 1 d'una empresa financera, 2 d'empreses immobiliàries, 2 d'empreses de serveis, 5 d'entitats de l'administració pública i 2 d'empreses classificades com a «altres activitats de serveis».
Dels 8 establiments de servei als particulars que hi havia el 2009, 1 era una oficina de correu, 1 paleta, 1 guixaire pintor, 3 fusteries, 1 perruqueria i 1 agència immobiliària.
L'any 2000 a Villecerf hi havia 5 explotacions agrícoles.

## Equipaments sanitaris i escolars
El 2009 hi havia una escola elemental.

## Poblacions més properes
El següent diagrama mostra les poblacions més properes.